# Bousse (Moselle)
Bousse (Duits: Buß ) is een gemeente in het Franse departement Moselle (regio Grand Est). De gemeente maakt deel uit van het arrondissement Thionville. Bousse telde op 1 januari 2022 3.254 inwoners.

## Geografie
De oppervlakte van Bousse bedroeg op 1 januari 2022 8,81 vierkante kilometer; de bevolkingsdichtheid was toen 369,4 inwoners per km².

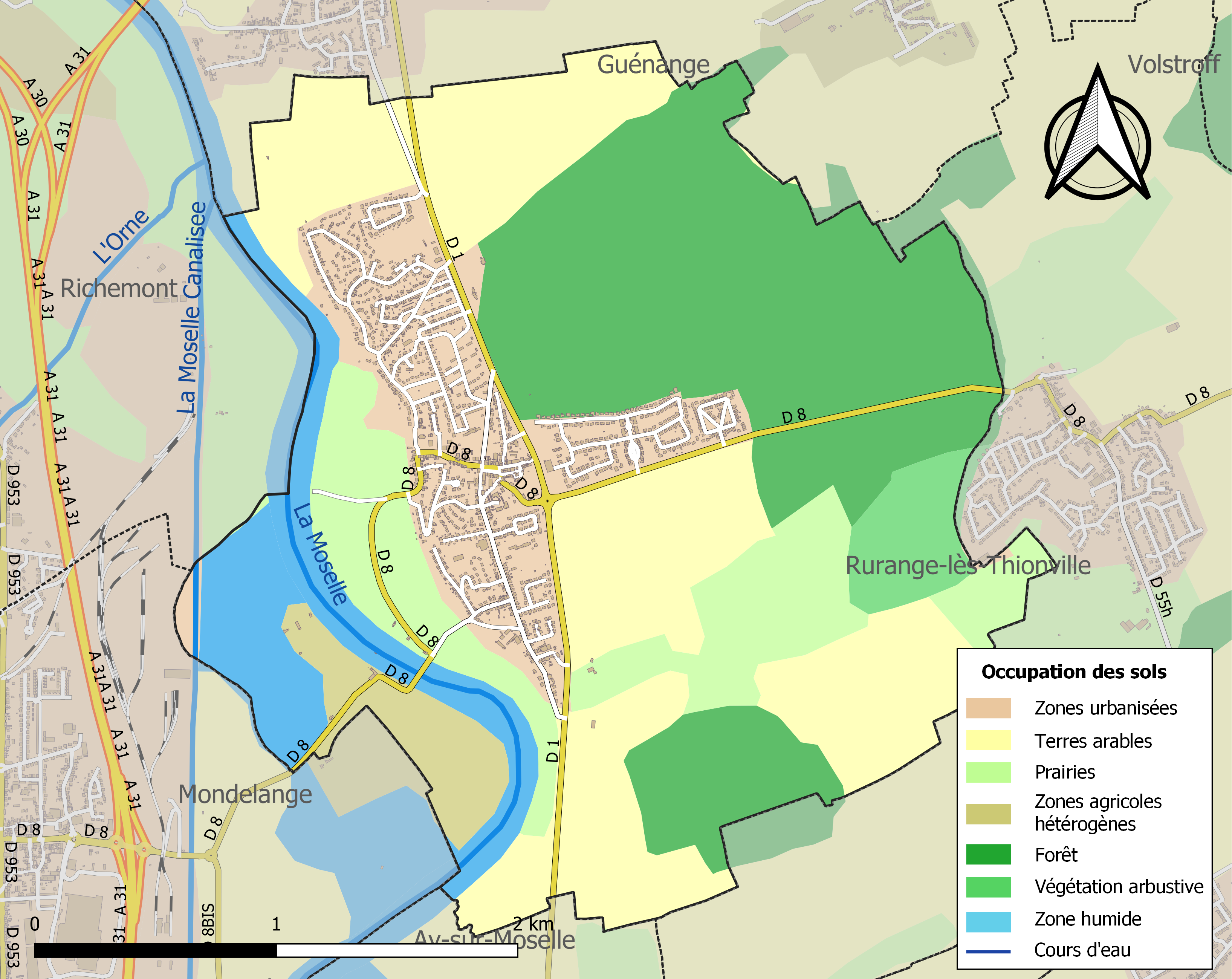
Kaart van de gemeente met de belangrijkste infrastructuur, bodemgebruik en omliggende gemeenten

## Demografie
Onderstaande figuur toont het verloop van het inwonertal (bron: INSEE-tellingen).